# Jacques Camoreyt
Jacques Marie Omer Camoreyt, né le 11 septembre 1871 à Lectoure (Gers), mort le 22 avril 1963 à Ivry-sur-Seine (Val-de-Marne), est un peintre, graveur et illustrateur français.

## Biographie
Il est le fils de Julien Camoreyt praticien (agent d’affaires) et de Marie Ernestine Barennes, tailleuse de robes. Probablement encouragé par Eugène Camoreyt, un de ses parents, fondateur du musée de Lectoure et professeur de dessin au collège, il se rend à Paris et est l’élève des peintres Léon Bonnat, Fernand Cormon et Albert Maignan. Dans ce temps il a l’occasion de donner une formation artistique à un de ses cousins, Pierre De Maria (1896-1984).
Membre de la Société des artistes français, il participe aux différents salons organisés par cette société. Il est récompensé par le prix Brizard de 1899 et obtient des médailles en 1899, 1900, et 1905. Sa peinture se répartit sur deux grands thèmes majeurs ; peinture de genre (femmes, intérieurs, poupées) et paysages marins, vues de ports, non seulement en France mais en Italie et en Orient, comme en Turquie (vues d’Istanbul et du Bosphore, 1894-95). 
Il est aussi graveur, principalement à l’eau-forte. Illustrateur, dans un style marqué par son métier académique mais d’une très efficace simplicité, avec une grande science dans le traitement des lumières et des ombres, il réalise de nombreuses illustrations de presse (La Vie au grand air, 1905), il met en images une nouvelle d’Arthur Conan Doyle, The Mystery of the Dancing Men (1902), reprise en France par le journal Je sais tout (Les Danseurs, 1905) ;  pour Je sais tout, des illustrations d’Arsène Lupin de Maurice Leblanc. Ses aquarelles d’avions de la Première Guerre mondiale sont abondamment reproduites.

## Œuvres

### Peinture
Les peintures de Jacques Camoreyt passent régulièrement en salles des ventes. 
- Le musée Bonnat de Bayonne possède une « Marine », 1899, huile sur toile, 177 x 210.9.
- Au musée commercial de la chambre de commerce de Dunkerque (Nord), un Pêcheur hollandais, estampe (eau-forte)[3].
- À Evanston, près de Chicago, la Nichols School présente une peinture murale réalisée par Jacques Camoreyt en 1929 d’après Francesco Guardi et Félix Ziem, une vue du Grand Canal et de Santa Maria della Salute à Venise. Peinte en France, la toile a été marouflée sur le mur de la bibliothèque derrière une double arche ogivale[4],[5].

### Illustrations de livres
- Pierre Loti,  Ramuntcho, éditions Carteret, 1922 (200 exemplaires) ;
- Anatole France, Les Dieux ont soif, première édition illustrée, éditions Carteret,1924 (450 exemplaires) ;
- Noël Guy, La Marine française, illustrations couleurs, Nathan, 1939